# Jim Rakete

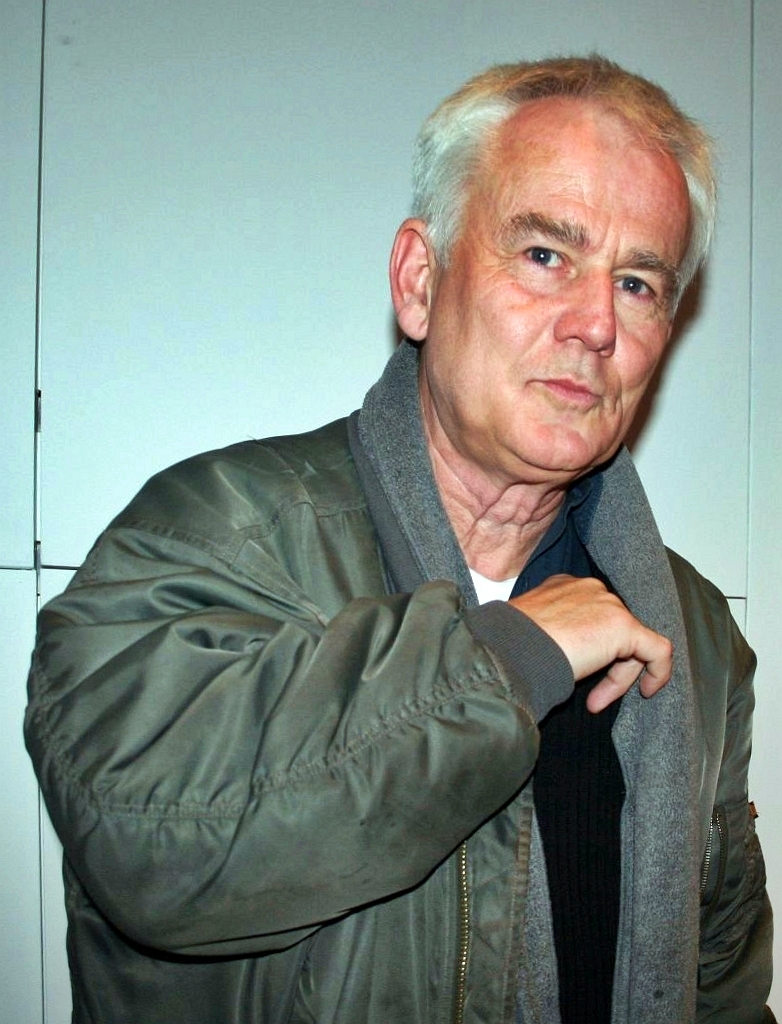
Jim Rakete, 2009

Jim Rakete (* 1. Januar 1951 in West-Berlin; eigentlich Günther Rakete) ist ein deutscher Fotograf, Fotojournalist, Musikmanager und Dokumentarfilmer. Bekannt wurde Rakete durch seine meist in Schwarz-Weiß gehaltenen Porträtfotografien von Prominenten.

## Leben
Rakete ist Nachkomme ausgewanderter Hugenotten, deren ursprünglicher Name Raquette war. Er ist der Bruder der Berliner Rechtsanwältin Ingeborg Rakete-Dombek.
Früh interessierte er sich für Fotografie und Musik. Schon im Alter von vier Jahren machte er erste Schnappschüsse mit einem Fotoapparat. Jim Rakete habe „immer fasziniert, dass man da eine Box hat, mit der man die Zeit anhalten kann“. Später fotografierte er die Berliner Musikszene. Als Teenager hospitiert er im Fotostudio Ludwig Binders in West-Berlin. Bereits mit 17 Jahren fotografierte er professionell für Tageszeitungen und Agenturen, unter anderem Jimi Hendrix, Ray Charles, David Bowie und Mick Jagger.
Von 1977 bis 1987 führte Rakete in einer Kreuzberger Fabriketage eine Fotoagentur, genannt die „Fabrik“. In dieser Zeit fotografierte er nicht nur die Cover vieler Musiker der Neuen Deutschen Welle, sondern arbeitete auch als Manager. Zu den bekanntesten der von Rakete betreuten Künstler und Bands zählen Nina Hagen, Nena, Spliff, Interzone, Sternhagel, Morgenrot und Die Ärzte. In der Nacht zum 17. Juni 1980 (damals das Datum des Nationalfeiertags Tag der Deutschen Einheit) fotografierte Jim Rakete, wie Heiner Pudelko und andere Musiker der Blues-Rockband Interzone in der Nähe des Potsdamer Platzes einen 50 Meter langen Teil der Berliner Mauer mit dem Bandlogo bemalten und daraufhin von der britischen Militärpolizei verhaftet wurden. Die Aktion wurde ein großer Promotion-Effekt für die Band und ihren Manager.
Seit 1987 widmet sich Rakete vollständig der Fotografie, seither hat er zahlreiche Größen der deutschen und internationalen Musik- und Filmbranche porträtiert, unter anderem Til Schweiger, Meret Becker, Moritz Bleibtreu, Otto Sander, Jürgen Vogel, die Berliner Philharmoniker und Annett Louisan. Ein besonderes Interesse gilt auch den Nachwuchstalenten aus Film und Musik. Nach längerem Aufenthalt in Hamburg zog er 2001 wieder nach Berlin und hat sein Studio in Kreuzberg.
Im Jahr 2010 war Rakete als Fotograf federführend bei einer Spendenaktion für das Deutsche Filmmuseum in Frankfurt am Main. Die Aktion, bei der bekannte Persönlichkeiten für den Fotografen posierten, sollte eine Finanzierungslücke beim Umbau des Museums schließen. Dazu entstand eine Ausstellung, die unter dem Titel Stand der Dinge deutschlandweit gezeigt wurde.
In einem Artikel aus dem Jahre 2000 äußerte sich Jim Rakete kritisch der digitalen Fotografie gegenüber. Für ihn habe die Digitalfotografie nichts mit Realität zu tun, sondern mehr mit Konstruktion, wenn am Computer Fotos nachbearbeitet werden. Viele seiner Porträts entstanden mit einer Großformatkamera, weil das (technisch sehr umständliche) Arbeiten damit eine intensive Konzentration erfordert, gleichzeitig aber, wegen der mangelnden Kontrolle im Augenblick des Auslösens, einen spontanen Moment beinhaltet.
Eine Serie von 77 Porträts der Ensemblemitglieder des Wiener Burgtheaters, die Rakete mit der digitalen Schwarz-Weiß-Messsucherkamera Leica M Monochrom fotografierte, war 2015/16 in Wien, Salzburg und in Berlin als Ausstellung zu sehen. Rakete pflegt auch direkte Kontakte zur Politik. Er ist beispielsweise mit Otto Schily befreundet und war einer der prominenten Unterstützer von Gerhard Schröder im Bundestagswahlkampf 2005.
2012 war er Praxisstipendiat in der Villa Massimo in Rom. Für sein Lebenswerk wurde Rakete am 2. Oktober 2018 mit dem Verdienstorden der Bundesrepublik Deutschland ausgezeichnet. 2020 drehte er den Dokumentarfilm Now über den Kampf junger Leute für einen besseren Klimaschutz. Der Film entstand in Zusammenarbeit mit der Drehbuchautorin Claudia Rinke.

## Ausstellungen
- 1997: Jim Rakete – Photographien, Museum St. Ingbert
- 2002: Bleib so – Fotografien von Jim Rakete und Mathias Bothor, Stiftung Demokratie Saarland, 6. November bis 6. Dezember 2002
- 2008: Jim Rakete – Photographien, Galerie „Camera Work“, Berlin, 19. Januar bis 1. März 2008
- 2008: Jim Rakete – 1/8 sec. – Augen/Blick/Porträts, Deutsches Filmmuseum, Frankfurt/Main, 24. September 2008 bis 4. Januar 2009, dazu die Ausstellung begleitende Podiumsdiskussionen zwischen dem Fotografen und einigen seiner Modelle wie Ulrich Matthes oder Till Brönner
- 2009: Jim Rakete – 1/8 sec. – Vertraute Fremde in der Ludwig Galerie Schloss Oberhausen, 17. Januar 2009 bis 10. Mai 2009
- 2010: Jim Rakete – Vertraute Fremde, Galerie Hilaneh von Kories, Hamburg, 12. März 2010 bis 6. Mai 2010[12]
- 2011: Jim Rakete – Stand der Dinge, Kunsthalle Koidl, Berlin, 10. Februar bis 11. März 2011
- 2011/2012: Jim Rakete – Stand der Dinge: 100 Porträts für das Deutsche Filmmuseum, Deutsches Filmmuseum, Frankfurt am Main, 14. August 2011 bis 8. Februar 2012[4]
- 2012: Wir & Ich – Photographien von Jim Rakete, Museum Bensheim, 19. August bis 30. September 2012
- 2012: Jim Rakete – Menschenbilder, Kunst- und Kulturzentrum Monschau, 7. Juli bis 23. September 2012
- 2013: Jim Rakete – Vertigo, Münzing Claassen Galerie, Berlin, 13. Februar bis 13. April 2013
- 2013: Jim Rakete – Stand der Dinge – 100 Porträts für das deutsche Filmmuseum, Kolvenburg, Billerbeck, 24. März bis 9. Juni 2013
- 2013: Jim Rakete: Stand der Dinge, Stadthaus Ulm, 5. Juli bis 8. September 2013
- 2014: Jim Rakete – Stand der Dinge, BTV FO.KU.S, Foto Kunst Stadtforum, Innsbruck, 27. Februar bis 10. Mai 2014
- 2014: Jim Rakete. Ikonen – Ein Charityprojekt von Jim Rakete und Kilian Kerner, Schneider Kreuznach, Bad Kreuznach, 30. März bis 4. Mai 2014
- 2015: Jim Rakete. Face & Future, Stiftung Mercator, Essen, 29. Januar bis 31. Juli 2015
- 2015: Jim Rakete. Die Burg. Innenleben, Leica Galerie Wien, 25. Februar bis 16. Mai 2015
- 2016: Jim Rakete. Die Burg. Innenleben, Einstein Galerie, Berlin, 29. Januar bis 6. März 2015
- 2017: Wir sind viele, Wanderausstellung. Beginn im Paul-Löbe-Haus, Berlin, 18. Januar bis 10. Februar 2017

## Sonstiges
Im Januar 2003 wurde eine Folge der Sendung Zimmer frei! mit Jim Rakete aufgezeichnet. Die Sendung wurde jedoch nie ausgestrahlt. Der WDR lieferte dazu keine Begründung. Bei einem Interview 2011 mit Jörg Thadeusz in der Sendung Thadeusz des RBB bestätigte Rakete dies, wollte die Gründe aber nicht darlegen. Er meinte nur, dass man sich, ähnlich wie bei der Zimmer-frei-Sendung mit Cherno Jobatey, über ein Problem aus seiner Vergangenheit zu sehr lustig gemacht habe.